# Montegallo
Montegallo – miejscowość i gmina we Włoszech, w regionie Marche, w prowincji Ascoli Piceno.
Według danych na styczeń 2009 gminę zamieszkiwało 607 osób przy gęstości zaludnienia 12,5 os./1 km².